# بلدة أندرسون (مقاطعة هاملتون)
بلدة أندرسون هي بلدة تقع جنوب شرق مقاطعة هاميلتون على طول نهري أوهايو وليتل ميامي، على بعد حوالي 13 ميلاً جنوب شرق وسط مدينة سينسيناتي. وجد تعداد عام 2010 أن 43,446 شخصًا في البلدة، مما يجعلها واحدة من أكثر البلدات اكتظاظًا بالسكان في ولاية أوهايو.

## التاريخ
تم تنظيم البلدة في عام 1793 كجزء من منطقة فيرجينيا العسكرية وكان يحدها نهري أوهايو وليتل ميامي، ومصب نهر إيت مايل كريك إلى الشرق. تم تسمية بلدة أندرسون على اسم ريتشارد كلوف أندرسون الأب، كبير المساحين في فرجينيا عندما تم إنشاء البلدة.

## روابط خارجية
- موقع ويب Township
- مدارس فورست هيلز المحلية
- تم العثور على تاريخ بلدة أندرسون في ملف PDF هذا من موقع Township الإلكتروني